# Wendy Hogg
Wendy Elizabeth Cook-Hogg, född 15 september 1956 i Vancouver i British Columbia, är en kanadensisk före detta simmare.
Hogg blev olympisk bronsmedaljör på 4 x 100 meter medley vid sommarspelen 1976 i Montréal.